# Quivira
Quivira és el nom d'una ciutat imaginària plena de riqueses, de la qual parlava una llegenda espanyola posterior al segle xii. A partir del segle xvi alguns exploradors de Nova Espanya van creure que aquesta ciutat existia realment, i la van buscar per Amèrica del Nord.

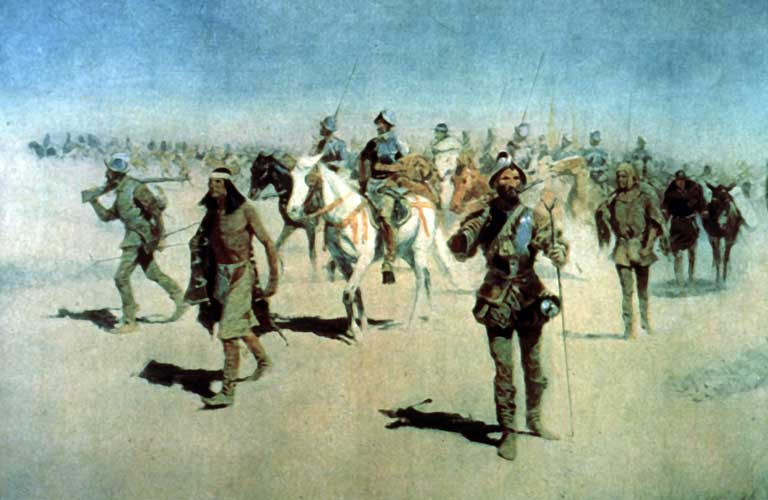
Pintura de Frederic Remington de l'expedició de Coronado

## Llegenda original espanyola
L'origen de la llegenda està en un fet històric: -La ciutat de Mèrida va ser conquistada pels moros en 713.
Segons la llegenda, set bisbes van fugir de la ciutat, salvant les seves vides i algunes relíquies valuoses. Aquests haurien acabat establint-se en un lloc llunyà i desconegut. Allí haurien fundat les ciutats de Cíbola i Quivira. Haurien arribat a acumular moltes riqueses, sobretot or i pedres precioses. Es va arribar a dir que cadascun dels set bisbes hauria fundat una ciutat construïda amb or.

## Expedicions a Amèrica del Nord

### Naufragi de l'expedició de Narváez a La Florida (1528)
Sense relació amb la llegenda, en 1528 Pánfilo de Narváez va dirigir una expedició que va naufragar en La Florida. Solament quatre nàufrags van aconseguir tornar caminant fins a Sinaloa, en Nova Espanya. Álvar Núñez Cabeza de Vaca va ser un d'ells. En el seu llibre de viatge va afirmar que alguns nadius els van explicar llegendes sobre ciutats amb grans riqueses.

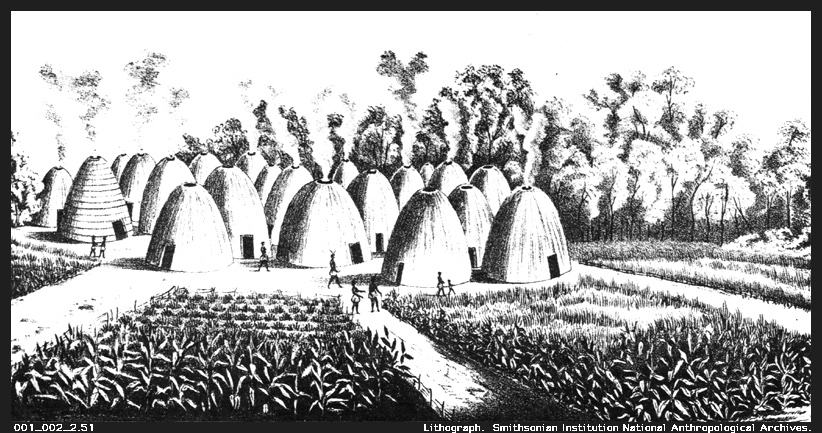
Un esbós d'un poble indi wichita al. Les cases amb sostre d'herba en forma de rusc envoltades de camps de blat de moro són característics i semblen similars a les descrites per Coronado el 1541

### Expedició de fra Marcos de Niza
Quan ho va saber, el virrei Antonio de Mendoza va organitzar una expedició de reconeixement dirigida pel frare franciscà Marcos de Niza. Est portava de guia Estebanico, un altre dels supervivents de l'expedició de Narváez. Quan van arribar a Vacapa (probablement en l'actual estat mexicà de Sonora), fra Marcos de Niza va ordenar Estebanico que s'avancés a investigar, i est va afirmar que havia tornat a escoltar les llegendes.

### Associació de la llegenda espanyola amb els relats dels natius
Fra Marcos de Niza va concloure que els nadius parlaven de les "Set Ciutats de Cíbola i Quivira" de la llegenda espanyola. Estebanico no va esperar al frare, sinó que va seguir avançant fins a arribar a Háwikuh Nou Mèxic. Allí ho van matar els nadius i l'expedició va donar la volta.

### Expedició de Coronado
Quan Fra Marcos de Niza va tornar a Ciutat de Mèxic, va dir al Virrei que havia arribat a veure una ciutat més gran que Tenochtitlan, la Ciutat de Mèxic precolonial, la ciutat més gran del continent. En ella la gent usaria vaixella de plata i or, decoraria les seves cases amb turqueses i tindria perles gegantesques, maragdes i més joies.

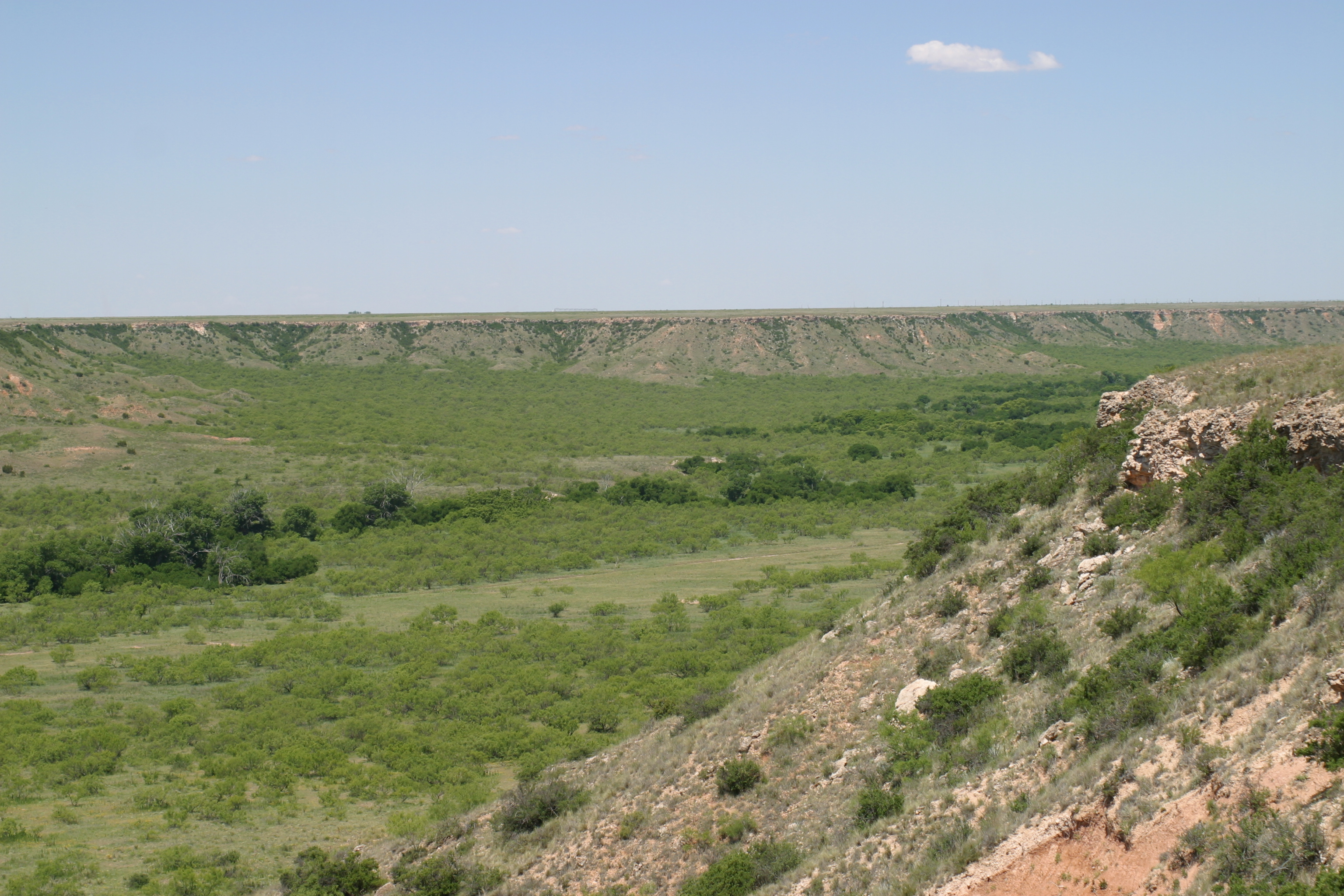
Coronado trobà els indis teyas al Canyó Blanco, a l'est de l'actual Lubbock (Texas). Els querechos vivien al Llano Estacado.

El Virrei va organitzar una expedició militar per prendre possessió d'aquelles terres. Va posar al comandament al seu amic Francisco Vázquez de Coronado. Fra Marcos de Niza hi anava com a guia.
El 22 d'abril de 1540 Coronado va sortir de Culiacán al comandament d'una avançada d'expedicionaris. El gruix de l'expedició va ser darrere al comandament de Tristán de Arellano. Fernando de Alarcón va portar una expedició marítima paral·lela de proveïment. Coronat va travessar el que és avui Sonora i va entrar en Arizona. Allí no va trobar riqueses i va donar per falsa la història.

### La Gran Quivira
La Gran Quivira (abans Pueblo de las Humanas) és el nom actual de les ruïnes d'un assentament indígena en Nou Mèxic.

### Quivira (punt de partida de l'expedició de López de Cárdenas)
Francisco Vázquez de Coronado va anomenar Quivira a un assentament indígena del que ja no es coneix la ubicació. Est és representatiu perquè des d'ell va partir García López de Cárdenas en la primera visita documentada d'un europeu al Gran Canyó del Riu Colorado.